# Primera estela de Lombera

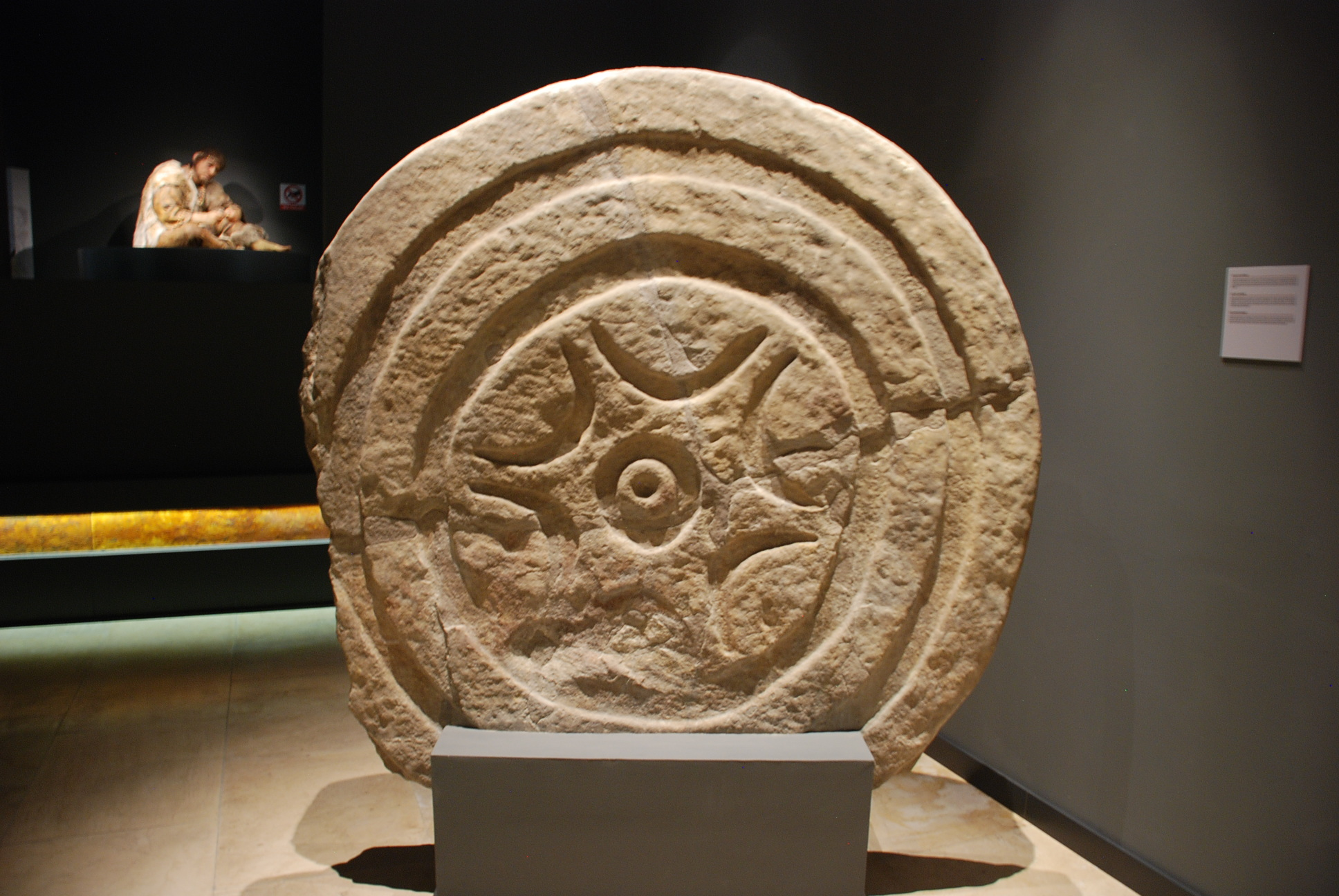
Anverso de la primera estela de Lombera.

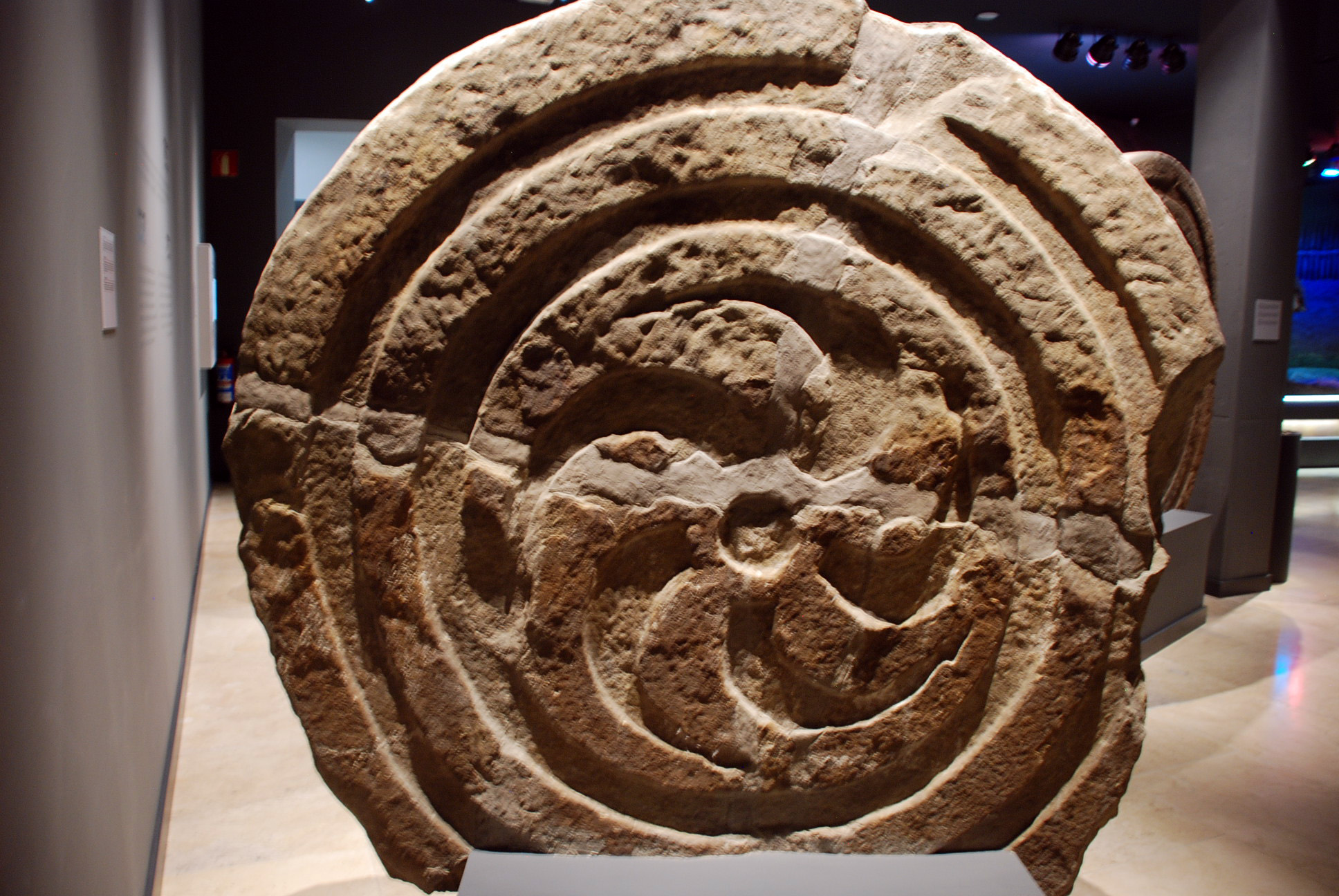
Reverso de la primera estela de Lombera.

La primera estela de Lombera es una estela cántabra gigante discoiforme hallada en 1937 el barrio de Lombera  (Los Corrales de Buelna, Cantabria). Mide 1,90 metros de diámetro y 0,27 de espesor. Es una reconstrucción a partir de los fragmentos históricos.
Presenta en el anverso un anillo rodeado de seis segmentos curvos en representación de los cuartos lunares, entre dos círculos concéntricos que hacen de marco, y en el reverso un anillo del que parten en esvástica cinco brazos curvos, resaltándose en relieve el marco.